# 1961-es Formula–1 holland nagydíj
Az 1961-es Formula–1-es világbajnokság második futama a holland nagydíj volt.

## Futam
Mindössze egy héttel később következett a holland nagydíj, ahol a Lotus a sérült Irelandet Trevor Taylorral helyettesítette. Az első sort a Ferrari autói: Hill, von Trips és Ginther szerezték meg, míg Moss és Graham Hill a második sorból rajtolt.
A rajtnál Von Trips szerezte meg a vezetést G. Hill és P. Hill előtt. Graham Hill hamar visszaesett Phil Hill és Jim Clark mögé, aki a negyedik rajtsorból indulva negyediknek jött fel az első kör végén. Míg Clark P. Hill-lel küzdött a második helyért, G. Hill Mosszal és Gintherrel harcolt. Az utolsó körben Ginther gázadagolója beragadt, így Moss ért célba a negyedik helyen. Von Trips pályafutása első győzelmét szerezte (a világbajnokság történetében ö az első német nagydíj győztes versenyző) Phil Hill és Clark előtt. Az 1961-s holland nagydíjon egyedülálló módon egyetlen autó sem esett ki a versenyből.
|    | Rsz. | Versenyző               | Csapat        | Körök | Idő/Kiesések     | Start | Pontok |
| -- | ---- | ----------------------- | ------------- | ----- | ---------------- | ----- | ------ |
| 1  | 3    | Wolfgang von Trips      | Ferrari       | 75    | 2:01'52,1        | 2     | 9      |
| 2  | 1    | Phil Hill               | Ferrari       | 75    | +0,9             | 1     | 6      |
| 3  | 15   | Jim Clark               | Lotus-Climax  | 75    | +13,1            | 11    | 4      |
| 4  | 14   | Stirling Moss           | Lotus-Climax  | 75    | +22,2            | 4     | 3      |
| 5  | 2    | Richie Ginther          | Ferrari       | 75    | +22,3            | 3     | 2      |
| 6  | 10   | Jack Brabham            | Cooper-Climax | 75    | +1:20,1          | 7     | 1      |
| 7  | 12   | John Surtees            | Cooper-Climax | 75    | +1:26,7          | 9     |        |
| 8  | 4    | Graham Hill             | BRM-Climax    | 75    | +1:29,8          | 5     |        |
| 9  | 5    | Tony Brooks             | BRM-Climax    | 74    | +1 kör           | 8     |        |
| 10 | 7    | Dan Gurney              | Porsche       | 74    | +1 kör           | 6     |        |
| 11 | 6    | Jo Bonnier              | Porsche       | 73    | +2 kör           | 12    |        |
| 12 | 11   | Bruce McLaren           | Cooper-Climax | 73    | +2 kör           | 14    |        |
| 13 | 16   | Trevor Taylor           | Lotus-Climax  | 73    | +2 kör           | 16    |        |
| 14 | 8    | Carel Godin de Beaufort | Porsche       | 72    | +3 kör           | 17    |        |
| 15 | 9    | Hans Herrmann           | Porsche       | 72    | +3 kör           | 13    |        |
| NI | 17   | Masten Gregory          | Cooper-Climax |       | Tartalék nevezés |       |        |
| NI | 18   | Ian Burgess             | Lotus-Climax  |       | Tartalék nevezés |       |        |

### Statisztikák
Vezető helyen: Wolfgang von Trips 75 kör (1-75)
- Wolfgang von Trips 1. győzelme, Phil Hill 2. pole-pozíciója, Jim Clark 1. leggyorsabb köre.
- Ferrari 31. győzelme.